# سام ديفيس
سام ديفيس (بالإنجليزية: Sam Davis)‏ هو جاسوس أمريكي، ولد في 6 أكتوبر 1842 في مقاطعة روثرفورد في الولايات المتحدة، وتوفي في 27 نوفمبر 1863 في بولاسكي في الولايات المتحدة بسبب شنق.